# 列苗申斯科耶湖
55°42′15″N 39°46′47″E / 55.70417°N 39.77972°E
列苗申斯科耶湖（俄语：Лемёшинское），是俄羅斯的湖泊，位於該國西部，由莫斯科州負責管轄，處於沙圖拉區，長0.27公里、寬0.22公里，面積0.06平方公里，最大水深4米。